# Diane Rwigara
Diane Shima Rwigara est une femme d'affaires et militante féministe rwandaise, qui s'est présentée en tant que candidate indépendante à l'élection présidentielle rwandaise de 2017.

## Biographie
Diane Rwigara est née à Kigali en 1980 dans une famille tutsi de 6 enfants. Son père, Assinapol Rwigara, un industriel qui fut l'un des bailleur de fonds du Front patriotique rwandais de Paul Kagame, a été tué dans un accident de voiture dans la soirée du 4 février 2015 dans Gacuriro, à Kigali. Sa famille pense qu'il s'agit en réalité d'un assassinat politique. Selon la version de la police, il a été tué sur le coup lorsque sa Mercedez-Benz qu'il conduisait est entrée en collision frontale avec un poids lourd,,.
Diane Rwigara a suivi une formation de comptable. C'est une militante féministe qui a critiqué à maintes reprises la gouvernance du président Paul Kagame, l'injustice et l'oppression au Rwanda.
Le 3 mai 2017, Diane Rwigara a annoncé son intention de se présenter à l'élection présidentielle. 72 heures plus tard, des photos d'elle dénudée sont divulguées, dans un but d'intimidation. Elle persiste dans sa candidature.
Sa candidature est invalidée le 7 juillet 2017, la Commission électorale nationale estimant qu'elle n'a fourni que 572 signatures valides sur les 600 exigées,.
A priori disparue fin août 2017, la police rwandaise annonce finalement son arrestation, pour atteinte à la sureté de l’État. Début octobre, elle est inculpée, ainsi que sa mère et sa sœur, d’« incitation à l’insurrection ». Elle est finalement acquittée par un tribunal de Kigali le 6 décembre 2018, ainsi que ses co-accusés, dont sa mère Adeline Rwigara. Selon le jugement, « les charges retenues par l’accusation sont sans fondement ».
Le 6 juin 2024, la commission nationale électorale rejette sa candidature à l'élection présidentielle de 2024.